# Kjell-Olof Feldt
Kjell-Olof Feldt, né le 18 août 1931 à Holmsund et mort le 8 janvier 2025, est un homme politique suédois. Membre du Parti social-démocrate suédois, il est ministre du Commerce de 1970 à 1975, ministre de l'Économie et du Budget en 1982, et ministre des Finances de 1983 à 1990.

## Biographie

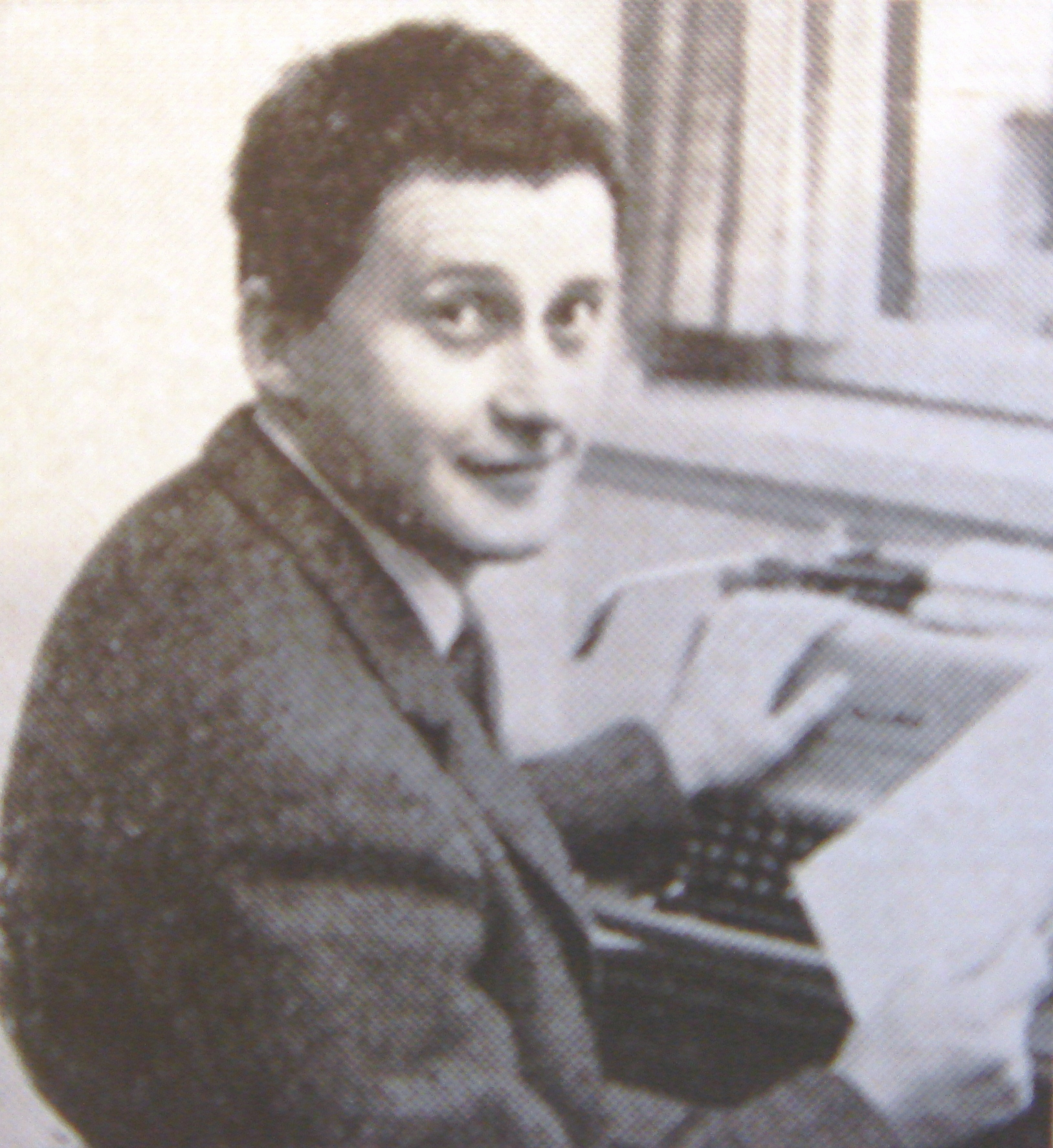
Kjell-Olof Feldt avant 1964.

## Distinctions
- Médaille de Sa Majesté le Roi